# 로망스족
로망스족(영어: Romance peoples) 또는 라틴 민족(영어: Latin peoples)은 고대 라틴어에서 유래한 로망스어군 언어를 사용한 인종 집단의 총칭이다. 주로 남유럽에 분포하고 있다. 또한 라틴 아메리카에서 스페인어, 포르투갈어를 모국어로 하는 사람들도 포함하는 개념이다.

## 유럽의 로망스족 국가

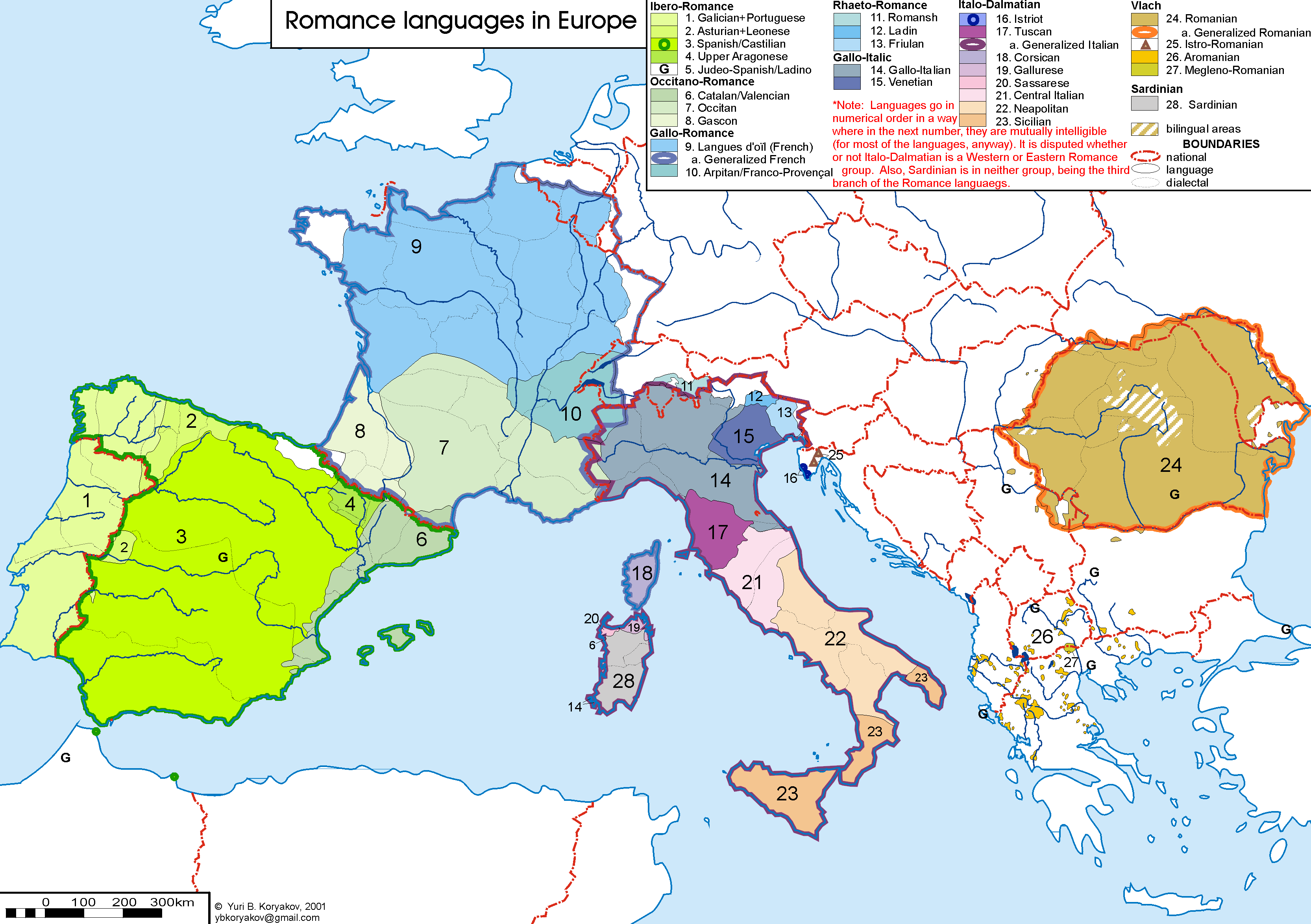
현재 유럽에서의 로망스어군의 분포도

- 이탈리아
- 스페인
- 포르투갈
- 프랑스
- 벨기에
- 바티칸 시국
- 산마리노
- 모나코
- 안도라

## 중남미
미국에서는 중남미에서 온 이주자 대부분이 멕시코, 쿠바 등에서 들어온 주로 스페인어 화자였기 때문에 라틴계를 히스패닉라고 불렀지만, 최근 라티노(Latino: 라틴 계열)이라고도 한다. 특히 히스패닉이 문자 그대로 "스페인어권(협의의 의미로는 미국의 이웃인 멕시코) 출신자"만을 가리키는 것으로 사용되지만, 라티노는 브라질 등 비스페인어권 출신자도 포함한 호칭인 점에 주의를 요구한다.

## 같이 보기
- 라틴족
- 라틴어
- 라틴 아메리카
- 라틴 음악